# Putranjivaceae
Classification APG III (2009)
Famille
Genres de rang inférieur
- Drypetes
- Lingelsheimia
- Putranjiva
- Sibangea

Les Putranjivaceae (les Putranjivacées) sont une famille de plantes à fleurs dicotylédones de l'ordre des Malpighiales qui comprend 210 espèces regroupées en 3 à 4 genres.
Ce sont des arbres ou des arbustes, à feuillage persistant, des régions tropicales, originaires d'Afrique et de Malaisie.

## Étymologie
Le nom vient du genre type Putranjiva dérivé du sanskrit putra, frère, et juvi, vie or prospérité, 
calqué sur le nom vernaculaire de la plante.

## Classification
La classification phylogénétique situe cette famille dans l'ordre des Malpighiales. Les différents genres qui composent cette famille faisaient partie des Euphorbiacées dans la classification classique.

## Liste des genres
Selon World Checklist of Selected Plant Families (WCSP) (25 mai 2010) :
- Drypetes Vahl (1807)
- Putranjiva Wall. (1826)
- Sibangea Oliv. (1883)

Selon Angiosperm Phylogeny Website (25 mai 2010) :
- Drypetes
- Lingelsheimia
- Putranjiva
- Sibangea

Selon NCBI (25 mai 2010) :
- Drypetes
- Lingelsheimia
- Putranjiva
- Sibangea

## Liste des espèces
Selon NCBI (25 mai 2010) :
- genre Drypetes
  - Drypetes brownii
  - Drypetes deplanchei
  - Drypetes diversifolia
  - Drypetes fallax
  - Drypetes fanshawei
  - Drypetes floribunda
  - Drypetes formosana
  - Drypetes gilgiana
  - Drypetes lateriflora
  - Drypetes littoralis
  - Drypetes macrostigma
  - Drypetes madagascariensis
  - Drypetes perreticulata
  - Drypetes roxburghii
  - Drypetes staudtii
  - Drypetes variabilis
- genre Lingelsheimia
  - Lingelsheimia sp. Rabenantoandro et al. 1115
- genre Putranjiva
  - Putranjiva zeylanica
- genre Sibangea
  - Sibangea arborescens